# Thymus bulsanensis
Thymus bulsanensis là một loài thực vật có hoa trong họ Hoa môi. Loài này được (Ronniger) Machule miêu tả khoa học đầu tiên năm 1957.